# Alpiner Skiweltcup 1968
Die Saison 1968 des von der FIS veranstalteten Alpinen Skiweltcups begann am 4. Januar 1968 in Bad Hindelang (Männer) bzw. am 5. Januar in Oberstaufen (Frauen) und endete am 7. April 1968 in Heavenly Valley (es war das erste und einzige Mal, dass der Alpine Skiweltcup erst im April abgeschlossen wurde). Bei den Männern wurden 20 Rennen ausgetragen (5 Abfahrten, 7 Riesenslaloms, 8 Slaloms). Bei den Frauen waren es 23 Rennen (6 Abfahrten, 7 Riesenslaloms, 10 Slaloms).
Für alle Wertungen galten (wie schon 1967) die drei besten Resultate: die jeweils drei besten Ergebnisse aller drei Disziplinen kamen in die Wertung des Gesamtweltcups, für jeden Disziplinenweltcup zählten ebenfalls nur die besten drei.

## Weltcupwertungen

### Gesamt
| Rang | Name                 | Punkte |
| ---- | -------------------- | ------ |
| 01.  | Jean-Claude Killy    | 200    |
| 02.  | Dumeng Giovanoli     | 119    |
| 03.  | Herbert Huber        | 112    |
| 04.  | Gerhard Nenning      | 102    |
| 05.  | Guy Périllat         | 083    |
| 06.  | Edmund Bruggmann     | 080    |
| 07.  | Billy Kidd           | 073    |
| 08.  | Karl Schranz         | 069    |
| 09.  | Patrick Russel       | 067    |
| 10.  | Heinrich Messner     | 063    |
| 11.  | Georges Mauduit      | 057    |
| 12.  | Håkon Mjøen          | 052    |
| 13.  | Alfred Matt          | 051    |
| 14.  | Rick Chaffee         | 046    |
| 15.  | Jean-Pierre Augert   | 044    |
| 16.  | Reinhard Tritscher   | 043    |
| 17.  | Vladimir Sabich      | 041    |
| 18.  | Bernard Orcel        | 039    |
| 19   | Jean-Daniel Dätwyler | 037    |
| 19   | Stefan Kälin         | 037    |
| 21.  | Werner Bleiner       | 31     |
| 22.  | Willy Favre          | 28     |

| Rang | Name                   | Punkte |
| ---- | ---------------------- | ------ |
| 23.  | Kurt Huggler           | 26     |
| 24.  | Franz Digruber         | 20     |
| 25.  | Andreas Sprecher       | 15     |
| 26.  | Andrzej Bachleda-Curuś | 14     |
| 27.  | Peter Frei             | 13     |
| 27.  | Jimmy Heuga            | 13     |
| 29.  | Rune Lindström         | 11     |
| 29.  | Miloslav Pazout        | 11     |
| 29.  | Norbert Wendner        | 11     |
| 32.  | Josef Minsch           | 10     |
| 32.  | Rudolf Sailer          | 10     |
| 32.  | Franz Vogler           | 10     |
| 35.  | Sepp Heckelmiller      | 08     |
| 35.  | Dodge Phelps           | 08     |
| 35.  | Stefan Sodat           | 08     |
| 35.  | Jakob Tischhauser      | 08     |
| 39.  | Gerhard Mussner        | 07     |
| 40.  | Peter Lakota           | 06     |
| 40.  | Josef Loidl            | 06     |
| 40.  | Ivo Mahlknecht         | 06     |
| 40.  | Josef Pechtl           | 06     |
| 44.  | Alain Penz             | 05     |

| Rang | Name                    | Punkte |
| ---- | ----------------------- | ------ |
| 45.  | H. Hinterholzer         | 4      |
| 45.  | Ludwig Leitner          | 4      |
| 45.  | Dennis McCoy            | 4      |
| 45.  | Gerhard Prinzing        | 4      |
| 45.  | Hansjörg Schlager       | 4      |
| 45.  | Bjarne Strand           | 4      |
| 51.  | R. Challer              | 03     |
| 51.  | Peter Duncan            | 03     |
| 51.  | Jean-Luc Pinel          | 03     |
| 51.  | Gerhard Riml            | 03     |
| 51.  | Peter Rohr              | 03     |
| 51.  | Kurt Schnider           | 03     |
| 57.  | Blaž Jakobič            | 02     |
| 57.  | Jeremy Palmer-Tomkinson | 02     |
| 57.  | Carlo Senoner           | 02     |
| 57.  | Robert Swan             | 02     |
| 57.  | Hans Zingre             | 02     |
| 62.  | Michel Bozon            | 1      |
| 62.  | Michel Dätwyler         | 1      |
| 62.  | Jon Terje Øverland      | 1      |
| 62.  | Otto Tschudi            | 1      |
| 62.  | E. Wurner               | 1      |
| 62.  | Egon Zimmermann         | 1      |

| Rang | Name               | Punkte |
| ---- | ------------------ | ------ |
| 01.  | Nancy Greene       | 191    |
| 02.  | Isabelle Mir       | 159    |
| 03.  | Florence Steurer   | 153    |
| 04.  | Marielle Goitschel | 128    |
| 05.  | Fernande Bochatay  | 126    |
| 06.  | Annie Famose       | 123    |
| 07.  | Gertrud Gabl       | 121    |
| 08.  | Olga Pall          | 089    |
| 09.  | Kiki Cutter        | 078    |
| 10.  | Christl Haas       | 055    |
| 11.  | Divina Galica      | 048    |
| 12.  | Rosi Mittermaier   | 047    |
| 12.  | Brigitte Seiwald   | 047    |
| 14.  | Wendy Allen        | 041    |
| 15.  | Burgl Färbinger    | 038    |
| 16.  | Gina Hathorn       | 025    |
| 17.  | Françoise Macchi   | 022    |
| 18.  | Britt Lafforgue    | 021    |
| 19.  | Christine Béranger | 019    |
| 19.  | Rosie Fortna       | 019    |

| Rang | Name                      | Punkte |
| ---- | ------------------------- | ------ |
| 21.  | Annerösli Zryd            | 17     |
| 22.  | Bernadette Rauter         | 14     |
| 23.  | Erika Skinger             | 13     |
| 24.  | Karen Budge               | 12     |
| 25.  | Cathy Nagel               | 11     |
| 25.  | Jacqueline Rouvier        | 11     |
| 25.  | Evi Untermoser            | 11     |
| 28.  | Marie-France Jean-Georges | 09     |
| 29.  | Karianne Christiansen     | 08     |
| 29.  | Vreni Inäbnit             | 08     |
| 29.  | Roselda Joux              | 08     |
| 29.  | Judy Leinweber            | 08     |
| 29.  | Dietlinde Wurmer          | 08     |
| 34.  | Suzy Chaffee              | 07     |
| 34.  | Michèle Jacot             | 07     |
| 36.  | Barbara Ann Cochran       | 06     |
| 36.  | Wiltrud Drexel            | 06     |
| 36.  | Felicity Field            | 06     |
| 36.  | Christiane Ray            | 06     |

| Rang | Name                  | Punkte |
| ---- | --------------------- | ------ |
| 36.  | P. Strauss            | 6      |
| 36.  | M. Vogl               | 6      |
| 42.  | Glorianda Cipolla     | 5      |
| 42.  | Betsy Clifford        | 5      |
| 42.  | Marilyn Cochran       | 5      |
| 45.  | Sherry Blann          | 4      |
| 45.  | V. Hubert             | 4      |
| 45.  | B. Newall             | 4      |
| 48.  | Anne Brusletto        | 3      |
| 48.  | Marie-Cécile Mercier  | 3      |
| 48.  | Penny McCoy           | 3      |
| 48.  | Robin Morning         | 3      |
| 52.  | Ann Black             | 2      |
| 52.  | Elisabeth Pall        | 2      |
| 52.  | Giovanna Tiezza       | 2      |
| 55.  | Patty Boydstun        | 1      |
| 55.  | K. Bühler             | 1      |
| 55.  | Christine Laprell     | 1      |
| 55.  | Maria Roberta Schranz | 1      |

### Abfahrt
| Rang | Athlet               | Punkte |
| ---- | -------------------- | ------ |
| 1    | Gerhard Nenning      | 75     |
| 2    | Jean-Claude Killy    | 60     |
| 3    | Karl Schranz         | 39     |
| 4    | Jean-Daniel Dätwyler | 37     |
| 4    | Guy Périllat         | 37     |
| 4    | Bernard Orcel        | 37     |
| 7    | Heinrich Messner     | 31     |
| 8    | Kurt Huggler         | 20     |
| 9    | Edmund Bruggmann     | 17     |
| 9    | Billy Kidd           | 17     |

| Rang | Athletin           | Punkte |
| ---- | ------------------ | ------ |
| 1    | Isabelle Mir       | 70     |
| 1    | Olga Pall          | 70     |
| 3    | Christl Haas       | 55     |
| 4    | Nancy Greene       | 51     |
| 5    | Annie Famose       | 48     |
| 6    | Divina Galica      | 32     |
| 7    | Marielle Goitschel | 29     |
| 8    | Brigitte Seiwald   | 25     |
| 9    | Florence Steurer   | 23     |
| 10   | Annerösli Zryd     | 17     |

### Riesenslalom
| Rang | Athlet             | Punkte |
| ---- | ------------------ | ------ |
| 1    | Jean-Claude Killy  | 75     |
| 2    | Edmund Bruggmann   | 60     |
| 3    | Herbert Huber      | 52     |
| 4    | Georges Mauduit    | 51     |
| 5    | Dumeng Giovanoli   | 43     |
| 6    | Guy Périllat       | 41     |
| 7    | Reinhard Tritscher | 35     |
| 8    | Billy Kidd         | 30     |
| 9    | Werner Bleiner     | 28     |
| 9    | Willy Favre        | 28     |

| Rang | Athletin           | Punkte |
| ---- | ------------------ | ------ |
| 1    | Nancy Greene       | 75     |
| 2    | Fernande Bochatay  | 65     |
| 3    | Florence Steurer   | 60     |
| 4    | Gertrud Gabl       | 51     |
| 5    | Marielle Goitschel | 44     |
| 6    | Isabelle Mir       | 41     |
| 7    | Annie Famose       | 32     |
| 8    | Rosi Mittermaier   | 29     |
| 9    | Kiki Cutter        | 25     |
| 10   | Divina Galica      | 17     |

### Slalom
| Rang | Athlet             | Punkte |
| ---- | ------------------ | ------ |
| 1    | Dumeng Giovanoli   | 70     |
| 2    | Jean-Claude Killy  | 65     |
| 3    | Patrick Russel     | 61     |
| 4    | Herbert Huber      | 60     |
| 5    | Alfred Matt        | 50     |
| 6    | Håkon Mjøen        | 41     |
| 7    | Rick Chaffee       | 38     |
| 8    | Vladimir Sabich    | 37     |
| 9    | Jean-Pierre Augert | 30     |
| 10   | Billy Kidd         | 26     |

| Rang | Athletin           | Punkte |
| ---- | ------------------ | ------ |
| 1    | Marielle Goitschel | 75     |
| 2    | Gertrud Gabl       | 70     |
| 2    | Florence Steurer   | 70     |
| 4    | Nancy Greene       | 65     |
| 5    | Kiki Cutter        | 55     |
| 6    | Fernande Bochatay  | 51     |
| 7    | Isabelle Mir       | 48     |
| 8    | Annie Famose       | 43     |
| 9    | Wendy Allen        | 37     |
| 10   | Rosie Fortna       | 19     |

## Podestplatzierungen Herren

### Abfahrt
| Datum      | Ort              | 1. Platz          | 2. Platz          | 3. Platz             |
| ---------- | ---------------- | ----------------- | ----------------- | -------------------- |
| 13.01.1968 | Wengen (SUI)     | Gerhard Nenning   | Karl Schranz      | Edmund Bruggmann     |
| 20.01.1968 | Kitzbühel (AUT)  | Gerhard Nenning   | Jean-Claude Killy | Andreas Sprecher     |
| 09.02.1968 | Chamrousse (FRA) | Jean-Claude Killy | Guy Périllat      | Jean-Daniel Dätwyler |
| 24.02.1968 | Chamonix (FRA)   | Bernard Orcel     | Kurt Huggler      | Guy Périllat         |
| 15.03.1968 | Aspen (USA)      | Gerhard Nenning   | Heinrich Messner  | Jean-Claude Killy    |

### Riesenslalom
| Datum      | Ort                   | 1. Platz          | 2. Platz           | 3. Platz           |
| ---------- | --------------------- | ----------------- | ------------------ | ------------------ |
| 04.01.1968 | Bad Hindelang (FRG)   | Edmund Bruggmann  | Jean-Claude Killy  | Dumeng Giovanoli   |
| 08.01.1968 | Adelboden (SUI)       | Jean-Claude Killy | Edmund Bruggmann   | Stefan Kälin       |
| 12.02.1968 | Chamrousse (FRA)      | Jean-Claude Killy | Willy Favre        | Heinrich Messner   |
| 24.02.1968 | Oslo (NOR)            | Werner Bleiner    | Dumeng Giovanoli   | Edmund Bruggmann   |
| 10.03.1968 | Méribel (FRA)         | Jean-Claude Killy | Georges Mauduit    | Guy Périllat       |
| 31.03.1968 | Rossland (USA)        | Herbert Huber     | Reinhard Tritscher | Guy Périllat       |
| 06.04.1968 | Heavenly Valley (USA) | Herbert Huber     | Georges Mauduit    | Reinhard Tritscher |

### Slalom
| Datum      | Ort                   | 1. Platz          | 2. Platz           | 3. Platz          |
| ---------- | --------------------- | ----------------- | ------------------ | ----------------- |
| 14.01.1968 | Wengen (SUI)          | Dumeng Giovanoli  | Håkon Mjøen        | Alfred Matt       |
| 21.01.1968 | Kitzbühel (AUT)       | Dumeng Giovanoli  | Alfred Matt        | Jean-Claude Killy |
| 12.02.1968 | Chamrousse (FRA)      | Jean-Claude Killy | Herbert Huber      | Alfred Matt       |
| 25.02.1968 | Oslo (NOR)            | Patrick Russel    | Dumeng Giovanoli   | Håkon Mjøen       |
| 01.03.1968 | Kranjska Gora (YUG)   | Patrick Russel    | Franz Digruber     | Stefan Kälin      |
| 16.03.1968 | Aspen (USA)           | Billy Kidd        | Herbert Huber      | Alfred Matt       |
| 29.03.1968 | Rossland (USA)        | Jean-Claude Killy | Jean-Pierre Augert | Rick Chaffee      |
| 07.04.1968 | Heavenly Valley (USA) | Vladimir Sabich   | Herbert Huber      | Rick Chaffee      |

## Podestplatzierungen Damen

### Abfahrt
| Datum      | Ort                           | 1. Platz     | 2. Platz     | 3. Platz           |
| ---------- | ----------------------------- | ------------ | ------------ | ------------------ |
| 17.01.1968 | Bad Gastein (AUT)             | Olga Pall    | Christl Haas | Divina Galica      |
| 27.01.1968 | Saint-Gervais-les-Bains (FRA) | Isabelle Mir | Annie Famose | Christl Haas       |
| 10.02.1968 | Chamrousse (FRA)              | Olga Pall    | Isabelle Mir | Christl Haas       |
| 23.02.1968 | Chamonix (FRA)                | Nancy Greene | Christl Haas | Divina Galica      |
| 09.03.1968 | Abetone (ITA)                 | Isabelle Mir | Annie Famose | Florence Steurer   |
| 15.03.1968 | Aspen (USA)                   | Nancy Greene | Olga Pall    | Marielle Goitschel |

### Riesenslalom
| Datum      | Ort                   | 1. Platz          | 2. Platz           | 3. Platz          |
| ---------- | --------------------- | ----------------- | ------------------ | ----------------- |
| 05.01.1968 | Oberstaufen (FRG)     | Fernande Bochatay | Florence Steurer   | Nancy Greene      |
| 10.01.1968 | Grindelwald (SUI)     | Nancy Greene      | Marielle Goitschel | Fernande Bochatay |
| 15.02.1968 | Chamrousse (FRA)      | Nancy Greene      | Annie Famose       | Fernande Bochatay |
| 24.02.1968 | Oslo (NOR)            | Fernande Bochatay | Isabelle Mir       | Kiki Cutter       |
| 17.03.1968 | Aspen (USA)           | Nancy Greene      | Marielle Goitschel | Rosi Mittermaier  |
| 31.03.1968 | Rossland (USA)        | Nancy Greene      | Florence Steurer   | Gertrud Gabl      |
| 05.04.1968 | Heavenly Valley (USA) | Gertrud Gabl      | Florence Steurer   | Isabelle Mir      |

### Slalom
| Datum      | Ort                           | 1. Platz           | 2. Platz           | 3. Platz           |
| ---------- | ----------------------------- | ------------------ | ------------------ | ------------------ |
| 06.01.1968 | Oberstaufen (FRG)             | Marielle Goitschel | Gertrud Gabl       | Nancy Greene       |
| 11.01.1968 | Grindelwald (SUI)             | Gertrud Gabl       | Isabelle Mir       | Marielle Goitschel |
| 18.01.1968 | Bad Gastein (AUT)             | Florence Steurer   | Marielle Goitschel | Gertrud Gabl       |
| 25.01.1968 | Saint-Gervais-les-Bains (FRA) | Fernande Bochatay  | Florence Steurer   | Kiki Cutter        |
| 12.02.1968 | Chamrousse (FRA)              | Marielle Goitschel | Nancy Greene       | Annie Famose       |
| 25.02.1968 | Oslo (NOR)                    | Kiki Cutter        | Isabelle Mir       | Wendy Allen        |
| 10.03.1968 | Abetone (ITA)                 | Florence Steurer   | Annie Famose       | Britt Lafforgue    |
| 16.03.1968 | Aspen (USA)                   | Nancy Greene       | Gertrud Gabl       | Kiki Cutter        |
| 28.03.1968 | Rossland (USA)                | Marielle Goitschel | Fernande Bochatay  | Kiki Cutter        |
| 06.04.1968 | Heavenly Valley (USA)         | Gertrud Gabl       | Nancy Greene       | Judy Nagel         |

## Nationencup
| Rang | Land                   | Punkte |
| ---- | ---------------------- | ------ |
| 1    | Frankreich             | 1160   |
| 2    | Österreich             | 888    |
| 3    | Schweiz                | 534    |
| 4    | Vereinigte Staaten     | 390    |
| 5    | Kanada                 | 209    |
| 6    | BR Deutschland         | 134    |
| 7    | Vereinigtes Königreich | 86     |
| 8    | Norwegen               | 69     |
| 9    | Italien                | 37     |
| 10   | Polen                  | 14     |
| 11   | Schweden               | 11     |
| 11   | Tschechoslowakei       | 11     |
| 13   | Jugoslawien            | 9      |

| Rang | Land                   | Punkte |
| ---- | ---------------------- | ------ |
| 1    | Österreich             | 549    |
| 2    | Frankreich             | 499    |
| 3    | Schweiz                | 382    |
| 4    | Vereinigte Staaten     | 185    |
| 5    | Norwegen               | 58     |
| 6    | BR Deutschland         | 30     |
| 7    | Italien                | 15     |
| 8    | Polen                  | 14     |
| 9    | Schweden               | 11     |
| 9    | Tschechoslowakei       | 11     |
| 11   | Jugoslawien            | 9      |
| 12   | Kanada                 | 5      |
| 13   | Vereinigtes Königreich | 2      |

| Rang | Land                   | Punkte |
| ---- | ---------------------- | ------ |
| 1    | Frankreich             | 661    |
| 2    | Österreich             | 345    |
| 3    | Vereinigte Staaten     | 205    |
| 4    | Kanada                 | 204    |
| 5    | Schweiz                | 152    |
| 6    | BR Deutschland         | 104    |
| 7    | Vereinigtes Königreich | 84     |
| 8    | Italien                | 22     |
| 9    | Norwegen               | 11     |

## Statistik der Podestplätze

### Damen
| Land | Land | 1. | 2. | 3. |
| ---- | ---- | -- | -- | -- |
| 1    | FRA  | 7  | 15 | 6  |
| 2    | CAN  | 7  | 2  | 2  |
| 3    | AUT  | 5  | 5  | 4  |
| 4    | SUI  | 3  | 1  | 2  |
| 5    | USA  | 1  | –  | 6  |
| 6    | GBR  | –  | –  | 2  |
| 7    | FRG  | –  | –  | 1  |

| Land | Land | 1. | 2. | 3. |
| ---- | ---- | -- | -- | -- |
| 1    | FRA  | 2  | 3  | 2  |
| 1    | AUT  | 2  | 3  | 2  |
| 3    | CAN  | 2  | –  | –  |
| 4    | GBR  | –  | –  | 2  |

| Land | Land | 1. | 2. | 3. |
| ---- | ---- | -- | -- | -- |
| 1    | CAN  | 4  | –  | 1  |
| 2    | SUI  | 2  | –  | 2  |
| 3    | AUT  | 1  | –  | 1  |
| 4    | FRA  | –  | 7  | 1  |
| 4    | FRG  | –  | –  | 1  |
| 4    | USA  | –  | –  | 1  |

| Land | Land | 1. | 2. | 3. |
| ---- | ---- | -- | -- | -- |
| 1    | FRA  | 5  | 5  | 3  |
| 2    | AUT  | 2  | 2  | 1  |
| 3    | CAN  | 1  | 2  | 1  |
| 4    | SUI  | 1  | 1  | –  |
| 5    | USA  | 1  | –  | 5  |

### Herren
| Land | Land | 1. | 2. | 3. |
| ---- | ---- | -- | -- | -- |
| 1    | FRA  | 9  | 6  | 5  |
| 2    | AUT  | 6  | 8  | 5  |
| 3    | SUI  | 3  | 5  | 7  |
| 4    | USA  | 2  | –  | 2  |
| 5    | NOR  | –  | 1  | 1  |

| Land | Land | 1. | 2. | 3. |
| ---- | ---- | -- | -- | -- |
| 1    | AUT  | 3  | 2  | –  |
| 2    | FRA  | 2  | 2  | 2  |
| 3    | SUI  | –  | 1  | 3  |

| Land | Land | 1. | 2. | 3. |
| ---- | ---- | -- | -- | -- |
| 1    | FRA  | 3  | 3  | 2  |
| 2    | AUT  | 3  | 1  | 2  |
| 3    | SUI  | 1  | 3  | 3  |

| Land | Land | 1. | 2. | 3. |
| ---- | ---- | -- | -- | -- |
| 1    | FRA  | 4  | 1  | 1  |
| 2    | SUI  | 2  | 1  | 1  |
| 3    | USA  | 2  | –  | 2  |
| 4    | AUT  | –  | 5  | 3  |
| 5    | NOR  | –  | 1  | 1  |

## Vor der Saison

### Übernahme des Weltcups durch die FIS
Beim 26. Kongress der Fédération Internationale de Ski (FIS), der in Beirut stattfand, beschloss der Weltskiverband, die Austragung des Skiweltcups zu übernehmen. Die erste Ausgabe 1967 war noch von der französischen Sportzeitung L’Équipe veranstaltet worden. Hinsichtlich der Rennen selbst beschloss die FIS, dass Torrichter künftig bei klar erkennbaren Torfehlern diese Übertretung sofort zu melden hatten, um damit eine umgehende Disqualifikation zu ermöglichen.
Die Übernahme des Weltcups brachte auch mehrere verwaltungstechnische Neuerungen. Es wurden dafür mehrere Instanzen eingerichtet: ein „Council“ als Exekutivorgan, ein „Abfahrts-Slalom-Komitee“ und ein „Kongress“. Dieser Kongress setzte sich aus zwölf Mitgliedern (drei „Council“-Vertreter, vier vom „Abfahrts-Slalom-Komitee“, einem vom „Damen-Komitee“ und vier der Fachpresse) zusammen. Die Fachpressevertreter wurden durch die Association Internationale de la Presse Sportive und die Internationale Vereinigung der Ski-Journalisten designiert. Die erste Tagung des FIS-Weltcup-Komitees fand am 21. September 1967 in Paris statt, wobei es hauptsächlich um die Auswahl der Rennen und die Bewertungskriterien ging. Wenngleich es hier diverse Bedenken zur Staffelung gab. Einige waren für ein System wie im Motorsport mit Punkten nur für die ersten Sechs. Andere meinten, es sollten auf gleiche Weise die ersten 15 bewertet werden. Letztlich blieb es beim System 25-20-15-11-8-6-4-3-2-1. Das Komitee legte auch fest, dass bei Ranggleichheit am Ende der Saison nicht das nächstbeste Resultat heranzuziehen war. Somit war es möglich, dass eine Wertung von mehr als einem Läufer oder einer Läuferin gewonnen werden konnte. Als bedeutend schwieriger erwies sich die Vergabe der Rennen, da gegenüber früheren Jahren auch ein gewisser „Starkult“ (was man als Auswirkung durch das Fernsehen erkannte) aufgekommen war und Skiklubs nur dann bereit waren, derart große Rennen zu veranstalten, wenn die tatsächliche Weltelite an den Start ging.

### Teamvorbereitungen auf die Saison
Die Vorbereitung aller Teams auf die neue Saison war in erster Linie von den bevorstehenden Olympischen Spielen beeinflusst. Sowohl für dieses Großereignis als auch den erstmals damit zusammenfallenden Weltcup mussten die richtigen Maßnahmen getroffen werden. Im Hinblick auf Vorselektionierungen (ab 20. Dezember in Santa Caterina Valfurva) beschickte der italienische Verband nicht das traditionelle Kriterium des ersten Schnees in Val-d’Isère. Der ÖSV hingegen änderte seine Haltung. Er hatte die Teilnahme davon abhängig gemacht, dass auch die Abfahrt stattfindet. Als diese ausfiel, gab er trotzdem „grünes Licht“.
DSV-Präsident Adolf Heine wies darauf hin, dass mit der Installierung von Leistungszentren die technischen Voraussetzungen geschaffen worden seien, um auf den Trainingsbetrieb im Hochleistungssport einzuwirken. Von Seiten der ins Leben gerufenen Stiftung Deutsche Sporthilfe gab es ebenfalls Unterstützung. Beim Schweizer Herrenteam waren hinsichtlich der Vorbereitungen diverse Zweifel aufgekommen, doch berichtete der Technische Leiter Peter Baumgartner vor Saisonbeginn, dass man „um zwei Monate gegenüber den Vorjahren voraus sei“. Die einzige Sorge des französischen Verbandes bzw. dessen Sportchefs Honoré Bonnet war, das Niveau weiter hoch zu halten. Für Olympia hatte er die exakten Besetzungen schon im Mai bekanntgegeben, womit er sich größere Ruhe im Team versprach. Er sah auch später keinen Grund auf Änderungen wegen der Hierarchie in den zu erwartenden neuen Weltranglisten, da diese ohnehin die französische Dominanz unterstrichen. Die Vorbereitungen bei den Herren verliefen eher mit einigen kurzen Zusammenkünften, bei denen Entspannung als oberstes Gebot an der Tagesordnung stand. Fraglich war lediglich Léo Lacroix, der wegen einer akuten Blinddarmentzündung im November operiert worden war.
Jean Béranger, der Trainer der französischen Damen, führte strenge Regie. Er hielt nach Saisonende zu ausgedehnten Konditionstrainings an und setzte im August je ein kleines Team bei Rennen in Chile und Australien ein. Psycho-technische Tests, die im Sommer in einem Versuchsraum der französischen Luftwaffe durchgeführt wurden, waren darauf ausgerichtet, die Sturzanfälligkeit einzelner Läufer in ein präzises Verhältnis zu ihren Sichtreaktionen zu bringen. Der italienische Verband überredete Slalom-Weltmeister Carlo Senoner zu einer Fortsetzung der Karriere. Bei der Damenmannschaft konnten Differenzen zwischen der aus Süditalien stammenden Giorlanda Cipolla und den deutschsprachigen Südtirolerinnen ausgeräumt werden. Tatsächliche Chancen auf vordere Plätze räumte man aber nur Giustina Demetz ein. Der ÖSV wollte den Rückstand insbesondere auf die Franzosen verringern. Zu lange hatte sich der Verband auf Erfolgen vergangener Tage ausgeruht. Man verfüge derzeit nur über einen tatsächlichen Siegläufer (Karl Schranz), und die Lücke könne vom Nachwuchs wahrscheinlich erst im übernächsten Winter geschlossen werden. Rennsportdirektor Franz Hoppichler hatte eine Art „Vierjahres-Plan“ erstellt, der Wert auf Sommertrainings und vermehrte Konditionsarbeit legte. Aus seiner Sicht waren die Rennen in jenen Passagen verloren worden, in denen es auf eine konditionelle Steigerung angekommen war. Auch die finanziellen Sorgen sollten der Vergangenheit angehören, da es dem Verbandspräsidenten Karlheinz Klee im Juni gelungen war, ein Jahresbudget von ca. 3,6 Mio. Schilling zu sichern. Eine Hilfsaktion kam von der Landgenossenschaft Ennstal in der Steiermark, die sich bereit erklärte, 900.000 Schilling sofort zur Verfügung zu stellen und während des ganzen Winters die Mannschaften kostenlos mit Milch und Milchprodukten zu versorgen. Als Gegenleistung sollten die ÖSV-Läufer einmal auf ihren Pisten trainieren.
Die rasante Materialentwicklung des Skilaufs brachte auch das Thema der Gründung eines „Skipools“ nach französischem Vorbild beim DSV und ÖSV auf das Tapet. In Italien war es den Läufern erlaubt worden, einen Fünftel der Rennen mit ausländischem Material zu bestreiten. Gerade hinsichtlich Olympia war bereits im Vorfeld von einer „Materialschlacht wie noch nie“ die Rede, denn die Industrie kämpfte darum, mit ihren Fabrikaten vertreten zu sein. Der DSV entschloss sich dazu, nur mit heimischen Material anzutreten. In Österreich gab es Uneinigkeit darüber, wie hoch die Beiträge der Firmen am Verbandsbudget sein sollten.

### FIS-Weltranglisten
Die FIS veröffentlichte am 9. Dezember eine Weltrangliste. Bei den Herren lag Jean-Claude Killy in allen drei Disziplinen auf Rang 1. Bei den Damen führte die noch nicht ausgeschlossene Erika Schinegger in der Abfahrt, im Riesenslalom lag die Kanadierin Nancy Greene an erster Position, im Slalom die Französin Marielle Goitschel. Eine weitere Weltrangliste, aus Zeitgründen allerdings nur für die Abfahrt, veröffentlichte die FIS am 5. Februar 1968. Darin führte bei den Herren Killy, bei den Damen führte noch immer die nicht mehr teilnehmende Schinegger.

#### Diverse weitere Aktivitäten der FIS
Bei einer „Terminkonferenz“ der Vertreter der alpinen Skiländer in Bern wurden Reformvorschläge mit Daten für den nächsten Rennkalender vorgebracht. Es war festgestellt worden, dass dieser neue Weltcup, so interessant er auch die betroffenen Rennen gestalten mag, zu Reformen zwingt, da alle übrigen Rennen auf irgendeine Art entwertet werden.

## Saisonverlauf

### Ereignisse
- Höhepunkt der Saison waren die Olympischen Winterspiele 1968 in Grenoble. Die dort ausgetragenen Rennen zählten ebenfalls für die Weltcupwertung. Es kam auch zu Terminkollisionen: So gab es am 24. Februar in Chamonix die Kandahar-Abfahrt der Herren und am selben Wochenende auch einen Riesenslalom sowie einen Slalom in Oslo. Die Saison wurde ohne Abfahrtsweltmeisterin Erika Schinegger bestritten. Zu diesem Zeitpunkt war die Öffentlichkeit aber nicht über die Gründe des Fehlens informiert. Vorerst gab es nur eine Meldung, dass sie „aus persönlichen und privaten Gründen zurückgetreten“ sei und dass „die Franzosen eine ärztliche Untersuchung gefordert“ hätten.[5] Am 14. Juni 1968 kam erstmals die sich wie ein Lauffeuer verbreitende Meldung, dass Schinegger nach vier Operationen in Innsbruck ein Mann wurde.[17]
- Bei den im Neuschnee fast erstickenden SDS-Rennen in Grindelwald musste das Programm geändert werden. Der Slalom wurde vom 9. auf den 11. Januar verschoben, die für 12. Januar geplante Abfahrt abgesagt, und stattdessen wurde ein zweiter Riesenslalom angesetzt. Allerdings konnte der Riesenslalom nicht gefahren werden, denn über Nacht waren 40 cm Neuschnee gefallen, und dazu hatte scharfer Wind diesen in die Pisten geblasen.[18][19]
- Der zwar bereits im Dezember bei den Val-d’Isère-Rennen aufgefallene, aber doch noch dem breiten Publikum unbekannte Alfred Matt fuhr beim Lauberhornslalom am 14. Januar nach Rang 11 im ersten Lauf noch aufs Podium (Rang 3). Der Schweizer Peter Frei fuhr mit Startnummer 62 auf den fünften Platz. Die damalige Startreihenfolge im 2. Lauf (die einzelnen Gruppen 1 bis 15, 16 bis 30 etc. starteten in gestürzter Reihenfolge, damit Matt als Letzter dieser zweiten Gruppe, Frei als Vorletzter der fünften Startgruppe) erschwerte den hinteren Startnummern großteils Sensationen. Die nicht zum Weltcup zählende Kombinationswertung ging an Abfahrtssieger Nenning vor Giovanoli und Messner.[20]
- Am 17. Januar erzielten die ÖSV-Damen in Bad Gastein erstmals einen Erfolg in einer Weltcupabfahrt. Ziemlich unbeachtet, gerade einmal von den Printmedien in den Ergebnislisten auf Rang 78 mit 27,9 s Rückstand geführt, erschien in der Rangliste eine österreichische Läuferin namens Annemarie Pröll. Es war ihr erstes Antreten im Weltcup, wobei sie mehrmals gestürzt war (u. a., weil die Skibindung falsch montiert war).[21][22][23]
- Zwischen den französischen Läufern und dem Veranstalter der Hahnenkammrennen kam es zu Missstimmung. Aufgrund einer Verfügung des Landesgerichts Innsbruck wurde versucht, bei Jean-Claude Killy eine Taschenpfändung durchzuführen. Als Reaktion auf diesen Vorgang verließ das französische Team sofort nach dem Rennen am Sonntag den Rennort, ohne der Siegerehrung beizuwohnen. Es bezeichnete die Angelegenheit als Versuch, „Killy vor dem Rennen zu demoralisieren und seine Siegeschancen zu schmälern.“ Die Zeitung France Soir zitierte Killy dahingehend, dass er „angewidert sei und nie mehr in Österreich starten werde“.[24][25][26] Eine Handvoll Zuschauer betätigte sich danach bei FIS-Rennen in Megève als „Killy-Rächer“ gegenüber den ÖSV-Läufern, was L’Équipe in einem Leitartikel in der Ausgabe vom 26. Januar verurteilte, „weil die österreichischen Läufer mit den Ungelegenheiten des Franzosen gar nichts zu tun hatten, man kann nicht eine Ungerechtigkeit durch eine zweite ungeschehen machen.“[27]
- Bei den Kandahar-Rennen in Chamonix am 24. Februar fehlten nebst dem dreifachen Olympiasieger Killy auch die Österreicher Schranz, Messner und Nenning, die nach der Schranz-Disqualifikation im Olympiaslalom eine Woche zuvor aus Verbitterung ihre Nennung zurückgezogen hatten.[28][29]
- Der Herren-Riesenslalom in Méribel wurde mit dem ersten Lauf am 8. März und dem zweiten Lauf am 10. März ausgetragen. Es ging aber auch um den Amateurstatus von Killy, der erst kurz vor dem Rennen eine eidesstattliche Erklärung abgegeben hatte, dass er von der Illustrierten Paris Match kein Geld für Exklusivrechte für ein Foto und eine Autobiographie bekommen habe. Daraufhin erhielt er von der FIS die Starterlaubnis und in weiterer Folge auch jene für die nachfolgenden Rennen in den USA.[30][31][32]
- Bei den Rennen der Damen in Oslo (24./25. Februar) nahmen weder ÖSV- noch Läuferinnen des französischen Verbandes teil, in Abetone am 9. und 10. März nahmen nur vier Nationen teil. Neben den Französinnen waren nur noch Läuferinnen aus Italien, Großbritannien und der Schweiz am Start. Es fehlten u. a. die Vertretungen des ÖSV und des DSV.[33][34] Die dort ausgetragenen Abfahrt am 9. März brachte einen Fünffachsieg der Französinnen. Beim Slalom am 10. März distanzierte Siegerin Florence Steurer die Zweitplatzierte Annie Famose um exakt drei Sekunden. Dieser Rekordvorsprung wurde erst am 28. November 2015 durch die 3,07 Sekunden von Mikaela Shiffrin in Aspen überboten.[35]
- Der Sieg für Werner Bleiner (nach dem ersten Lauf nur Fünfter mit 0,72 Sekunden Rückstand auf Dumeng Giovanoli) im Riesenslalom von Oslo (24. Februar) stand erst einen Tag nach dem Rennen fest, denn die Proteste waren so zahlreich und schwierig zu überprüfen, dass die Jury sich am Abend direkt nach Oslo begab, dort ihre Beratungen abhielt und das offizielle Klassement erst einen Tag später bekanntgab. Großer Leidtragender war der Zweitplatzierte Willi Favre, der disqualifiziert wurde, womit auch das Herrenteam der Schweiz, welches nach dem ersten Lauf die ersten 4 Ränge (mit weiters Jakob Tischhauser, Edmund Bruggmann und Favre) eingenommen hatte, eine Enttäuschung hinnehmen musste.[36][37]
- Mit dem Sieg im Slalom von Rossland am 29. März war Jean-Claude Killy auch theoretisch Weltcup-Gesamtsieger. Er kündigte danach erneut seinen Rücktritt an, reiste direkt nach New York und erklärte, in den restlichen Rennen nicht mehr zu starten. Er würde „nur mehr zum Spaß Ski fahren“ und „nach seiner Rückkehr nach Frankreich werde er sich seiner zweiten großen Leidenschaft, dem Autorennen, widmen“.[38] Entgegen seiner Ankündigung nahm Killy doch noch am letzten Saisonrennen, dem Slalom in Heavenly Valley am 7. April, teil. Rang 7 brachte ihm jedoch weder im Gesamt- noch Disziplinenweltcup einen Punktezuwachs.[39]
- Beim vorgenannten Finalslalom in Heavenly Valley gab es sowohl bei den Damen als auch Herren eine hohe Ausfallquote – nur 19 der 89 angetretenen Herren und nur 16 der Damen wurden klassiert. Bei den Herren, wo Dumeng Giovanoli schon im ersten Lauf ausgefallen war, hätte (nebst Killy) auch Patrick Russel noch die Disziplinenwertung gewinnen können; er führte nach dem ersten Lauf, verbremste aber danach.
- Mit Start-Nr. 30, der bis dahin höchsten Startnummer, mit der ein Weltcupslalom der Herren gewonnen wurde (die es bis zum 23. Januar 2000 blieb, als Mario Matt in Kitzbühel mit Nr. 47 gewann), kam Vladimir Sabich zu seinem ersten und einzigen Sieg.
- Im Damenslalom hatte nach dem ersten Lauf Barbara Cochran klar geführt, sie musste aber nach einem Torfehler zurücksteigen und fiel auf Rang 6 zurück. Es brachte trotzdem ein überragendes Resultat für die US-Ski-Association, denn es gab (trotz Disqualifikationen von Rosy Fortna, Penny McCoy und Kiki Cutter) acht Läuferinnen in den ersten Elf (als Elfte Susan Chaffee in 121,85 s). Demgegenüber erlebte das gesamte SSV-Team mit bloß einem zehnten Rang von Giovanoli im Riesenslalom die schwerste Saisonniederlage. Mit seinem starken Finish, nach dem Sieg im Riesenslalom vor einer Woche nun auch hier der Sieg und außerdem Rang 2 im Slalom, schob sich Herbert Huber noch auf Rang 3 in der Gesamtwertung vor.[40][41]

### Verletzungen
- Am 16. Juli 1968 erlitt Franz Vogler bei Geschwindigkeitstests in Cervinia einen Unterarmbruch.[42]
- Das österreichische Damenteam musste mit mehreren Ausfällen zurechtkommen: Nach den Rücktritten von Traudl Hecher und Erika Schinegger fehlten auch Ingeborg Jochum (Folgen eines Autounfalls) und Heidi Zimmermann (Knieverletzung). Zimmermann hatte sich zu Saisonbeginn nach einem Sturz im Abfahrtstraining in Cervinia (Innenbandriss im rechten Kniegelenk) verletzt.[43][44]
- Willy Favre erlitt am linken Fuß Erfrierungen dritten Grades und fiel mehrere Wochen aus, jedoch war er bereits zum Weltcupstart wieder dabei und belegte im Riesenslalom von Hindelang den achten Platz.[45]
- Annie Famose fiel zu Saisonbeginn für die Rennen in Oberstaufen wegen einer Knöchelverletzung aus.[46]
- Nancy Greene zog sich am 14. Januar beim Abfahrtstraining in Bad Gastein eine leichte Zerrung am Fuß zu, womit sie pausieren musste[47]
- Egon Zimmermann stürzte am 17. Januar beim Training auf der Kitzbüheler Streif schwer, wobei er sich Prellungen des Brustkorbs zuzog. Er musste ins Krankenhaus gebracht werden, womit er an den Hahnenkammrennen nicht teilnehmen konnte.[48]
- Hugo Nindl hatte wie schon vor vier Jahren Pech und verpasste erneut die Olympischen Spiele: Er geriet im Training zur Lauberhornabfahrt in den Tiefschnee, kam schwer zu Sturz und blieb mit einem gebrochenen rechten Schienbein liegen. Erst zwei Tage zuvor hatte er einen FIS-Slalom in Morzine gewonnen.[49]
- Olympiasiegerin Olga Pall und ihre Schwester Liesl wurden am 4. April 1968 in Heavenly Valley, wo die Saisonabschluss-Rennen stattfanden, in einen Verkehrsunfall verwickelt.[50]
- Praktisch am Saisonschluss, es geschah zudem fast am Ende im zweiten Durchgang des Slaloms in Heavenly Valley (7. April), brach sich der Pole Andrzej Bachleda das Fußgelenk, als er mit einem Ski an einem Tor angehängt hatte – dies, obschon die Sicherheitsbindung aufgesprungen war.[51]

### Rücktritte und Nachspiele
Zum Saisonende traten mehrere namhafte Läufer zurück, darunter Nancy Greene, Marielle Goitschel und ihre Schwester Christine, Christl Haas und Jean-Claude Killy sowie Kombinationsweltmeister Ludwig Leitner. Beim US-Team gab es drei Rücktritte: Jimmy Heuga, Sandy Shellworth und Suzy Chaffee. Hinzu kam die Schweizerin Madeleine Wuilloud. Später noch, am 4. September 1968, teilte Egon Zimmermann, der Abfahrts-Olympiasieger 1964 und Riesenslalom-Weltmeister von 1962, seinen Rücktritt mit. Etwas überraschend fasste Olympia-Bronzegewinner Willy Favre zirka einen Monat vor Saisonbeginn den Entschluss, von einer Fortsetzung seiner Karriere abzusehen.

Seinen (bereits vor Saisonstart avisierten) Rücktritt kündigte der Chef des US-Teams, Bob Beattie, in South Lake Tahoe an. Beattie war seit sechs Jahren in dieser Funktion tätig gewesen und wollte sich nun anderen Aufgaben zuwenden. Er hatte zuvor noch den Vorschlag unterbreitet, den Weltcupstart in der Zeit von Mitte Dezember bis Anfang Januar in den USA durchzuführen. Das brächte den Vorteil, dass die US-Skirennen nicht, wie es jetzt der Fall sei, von der beginnenden Golfsaison im Fernsehen konkurrenziert werden – auch der europäische Kalender ließe sich attraktiver gestalten.
Die FIS tagte Mitte Juni 1968 in Innsbruck. Am 14. Juni stellte sie hinsichtlich eingebrachter Bedenken gegen Jean-Claude Killy im Zusammenhang mit dem Amateurstatus fest, dass er nicht dagegen verstoßen habe. Sie behandelte am 15. Juni auch einen Protest des ÖSV wegen der Disqualifikation von Karl Schranz beim Olympiaslalom, wies diesen jedoch mit 13:1 Stimmen (bei zwei Enthaltungen) ab.

## Rennen außerhalb des Weltcups
Vor und während der Saison gab es mehrere Wettbewerbe, die nicht zum Weltcup zählten.
- Bei dem am 1./2. Juli 1967 ausgetragenen «Internationalen Sommer-Grand Prix» in Val-d’Isère, einem sowohl bei den Damen als auch Herren in zwei Durchgängen gefahrenen Riesenslalom, siegten Marielle Goitschel vor Burgl Färbinger und Christine Béranger bzw. Jean-Claude Killy vor Willy Lesch und Max Rieger.[58]
- Das erste Winter-Großereignis war das Kriterium des ersten Schnees in Val-d’Isère am 14./15. Dezember 1967, wobei der DSV seine Teilnahme absagte. Den Herren-Riesenslalom am 14. Dezember gewann Gerhard Nenning vor Guy Périllat und Karl Schranz. Der Damenslalom am selben Tag ging an Isabelle Mir vor Gertrud Gabl und Karen Budge. Allerdings gab es einen Protest, der letztlich aber keine Änderung des Klassements brachte (laut einem vorgeführten Film hatte bei Mir ein Tor gefehlt, doch wurde der dadurch errungene Zeitgewinn als zu gering eingestuft, dass sie mit Vorsprung von 0,94 s nicht gewonnen hätte). Am 15. Dezember siegte Schranz im Slalom vor Alfred Matt, Billy Kidd und Jean-Pierre Augert – die Kombiwertung brachte einen Sieg für Schranz vor ex aequo Kidd und Augert. Die Siegerin im Riesenslalom der Damen hieß Florence Steurer; sie war vor Olga Pall und Marielle Goitschel erfolgreich. Damit lautete die Wertung in der Kombination: Pall, Gabl, Budge.[59][60][61][62][63][64]
- Am 17. Dezember wurde ebenfalls in Val-d’Isère der «Coupe d'Oreiller» am Col de l’Iseran in Form eines Riesenslaloms gefahren; dieser war als Ersatz für die entfallene Abfahrt gewählt worden. Es gab einen überlegenen Erfolg für Killy vor Kurt Schnider (der im Schlussteil einen Stock verlor) und Stefan Kälin. Es fehlten allerdings die Läufer aus Deutschland, Italien und Kanada.[65][66]
- In der nicht zum Weltcup zählenden Kombination von Kitzbühel siegte Killy vor Schranz und Giovanoli.[67]
- Die FIS-Rennen in Megève brachten Siege für Georges Mauduit vor Bernard Orcel und Willy Favre im Riesenslalom am 24. Januar sowie für Billy Kidd vor Kurt Schnider und Favre und Orcel im Riesenslalom am 26. Januar. Den Gesamtsieg im Grand Prix de Megève sicherte sich Orcel in 4:07,91 vor Kidd und Schnider.[68][69] Im abschließenden Slalom am 28. Januar siegte Alain Penz vor dem nach seiner Verletzung wieder gestarteten Franz Digruber und Jimmy Heuga, wodurch das Kombiklassement endgültig an Orcel ging.[70][71]
- Der noch unbekannte Patrick Russel gewann am 27. Januar einen außerhalb des Weltcups gefahrenen Slalom in Zell am See vor Herbert Huber und Heinrich Messner.[72]
- Auf der Hohen-Wand-Wiese in Mauerbach bei Wien fanden wiederum am Abend des 30. Januar Parallelslaloms um den so genannten „Burschik-Pokal“ statt, wobei die Finali sowohl bei den Damen als auch Herren durch eine Disqualifikation des Gegners zugunsten relativ unbekannter Personen entschieden wurden; die Österreicherin Klos profitierte von einem Torfehler ihrer Teamkollegin Christl Ditfurth; der Schweizer Bergamin gewann gegen Patrick Russel.[73][74]
- Bei den Damenrennen in Abetone (9./10. März) gab es ebenfalls eine Kombinationswertung: Florence Steurer siegte vor Annie Famose und Ingrid Lafforgue. Gleichzeitig mit Abetone gab es außerhalb des Weltcups Damenrennen in Åre (alle drei Siege für Färbiger) und Herren.[32]
- Bei den Damen- und Herrenrennen in Aspen (15. bis 17. März), bei denen Killy überraschend sieglos blieb, ging es auch um den Roche-Cup: Dort zählte ein Rennen, der Herren-Riesenslalom (Sieg Tritscher vor Giovanoli und Kidd), nicht zum Weltcup.[75]
- Am Wochenende vom 22. bis 24. März gab es sowohl in Sun Valley als auch am Holmenkollen Rennen außerhalb des Weltcups. In den USA war es wieder der „Fünfländerkampf“: In der Abfahrt siegte Nenning vor Killy und Schranz bzw. Greene vor Mir und Pall.[76][77] Killy gewann den Slalom vor Matt und Chaffee sowie den Riesenslalom vor Chaffee und Mauduit. Greene gewann auch die übrigen Wettbewerbe, den Slalom vor Gabl und Goitschel, den Riesenslalom vor Goitschel und Budge, womit der Gesamtsieg an Frankreich ging.[78][79] In Norwegen gewannen Michèle Jacot vor Burgl Färbinger bzw. Ivo Mahlknecht vor Josef Loidl am 22. März die Abfahrten, der Damenslalom ging an Färbinger.[80]
- Vom 28. Februar bis 3. März fanden die nationalen Meisterschaften statt, jene der Deutschen in Todtnau, der Schweiz in Haute-Nendaz, der DDR in Oberwiesenthal, von Italien in Santa Caterina Valfurva, von Frankreich in Vars, von Kanada in Collingwood und von Österreich in Bad Kleinkirchheim. Von der ÖSV-Damenabfahrt am 1. März wurde berichtet, dass ein 14-jähriges Mädchen mit Namen Pröll teilnahm und den 20. Platz belegte.[81][82][83][84][85][86][87][88][89][90]
- Die 18. Glocknerrennen fanden am 11. Mai 1968 als Riesenslalom statt. Nach dem ersten Tag führten Françoise Macchi vor Gabl und Brigitte Seiwald bzw. Reinhard Tritscher vor Gerhard Prinzing und Rudolf Sailer.[91][92] Die geplante Fortsetzung am 12. Mai fiel dem Schlechtwetter zum Opfer.[93]